# Мајкол Верцото
Мајкол Верцото (итал. Maicol Verzotto; Бресаноне, 24. мај 1988) италијански је скакач у воду. Његова специјалност су скокови са торња са висине од 10 метара (и појединачно и у синхронизованим паровима).
Највећи успех у каријери Верцото је остварио на Светском првенству 2015. у руском Казању где је у пару са Тањом Кањото освојио бронзану медаљу у дисциплини даска 3м микс.